# Quải tích
Quải tích (zh. 掛錫, ja. kashaku) nghĩa là "treo tích trượng". Còn gọi là Lưu tích (zh. 留錫), Quải đáp (zh. 掛褡). Chỉ bước nhập môn của một thiền tăng sau một cuộc hành cước, khi đã tìm được vị Thiền sư thích hợp với căn cơ của mình.
Thiền sinh có thể tự chọn Thiền viện để gia nhập. Quan trọng nhất cho sự tu tập của thiền sinh là việc chọn đúng vị thầy thích hợp mà mình tin tưởng tuyệt đối. Vì vậy mà các thiền sinh thường đến viếng nhiều thiền viện, tham vấn nhiều vị Thiền sư khác nhau trước khi chọn được vị "chân sư" của mình. Nhưng—như thiền sinh chọn thầy—các vị Thiền sư cũng lựa chọn kĩ các vị mới đến trước khi cho phép nhập môn. Nếu Thiền sư thấy rõ mình không phải là thầy thích hợp cho một thiền sinh nào đó thì sẽ gửi vị này đến một vị khác thích hợp hơn.
Khi đến cổng (sơn môn) của một thiền viện sau một cuộc hành cước, thiền sinh sẽ thấy hai tấm bản gỗ nằm hai bên của cửa cổng: Một bản ghi tên của thiền viện và bản khác ghi tên của vấn đề mà vị Thiền sư trụ trì đang Đề xướng. Những bước chân vào cổng của thiền sinh—cửa cổng thường được xây dựng rất kiên cố, cách biệt với bên ngoài—với lòng mong mỏi được thâu nhận làm đệ tử chính là những biểu hiện của sự quyết chí bước vào con đường tu học vô cùng tận để chứng ngộ Phật pháp.